# Tokat (circonscription électorale)
La circonscription électorale de Tokat correspond à la province du même nom et envoie 5 députés à la Grande assemblée nationale de Turquie.

## Composition
La circonscription de Tokat est divisée en 12 districts (ilçe). Chaque district est composé d'un chef-lieu et de municipalités (communes et villages).

### Élections législatives de 2018
| Partis                   | Partis                                        | Voix    | %     | Sièges | +/-           | Élus                                          |
| ------------------------ | --------------------------------------------- | ------- | ----- | ------ | ------------- | --------------------------------------------- |
|                          | Parti de la justice et du développement (AKP) | 192 946 | 49,91 | 3      | 1             | Yusuf Beyazit, Mustafa Arslan et Özlem Zengin |
|                          | Parti républicain du peuple (CHP)             | 79 873  | 20,66 | 1      | en stagnation | Kadim Durmaz                                  |
|                          | Parti d'action nationaliste (MHP)             | 63 390  | 16,40 | 1      | 1             | Yücel Bulut                                   |
|                          | Le Bon Parti (İYİ)                            | 36 119  | 9,34  | 0      | Nv.           |                                               |
|                          | Parti démocratique des peuples (HDP)          | 8 009   | 2,07  | 0      | en stagnation |                                               |
|                          | Parti de la félicité (SP)                     | 4 946   | 1,28  | 0      | en stagnation |                                               |
|                          | Parti patriote (VATAN)                        | 695     | 0,18  | 0      | en stagnation |                                               |
|                          | Parti de la cause libre (HÜDA PAR)            | 630     | 0,16  | 0      | en stagnation |                                               |
|                          |                                               |         |       |        |               |                                               |
| Total                    | Total                                         | 386 608 | 100   | 5      | en stagnation | -                                             |
| Inscrits / participation | Inscrits / participation                      | 424 187 | 90,17 |        |               |                                               |

### Élections législatives de 2023
| Partis                   | Partis                                        | Voix    | %     | Sièges | +/-           | Élus                                            |
| ------------------------ | --------------------------------------------- | ------- | ----- | ------ | ------------- | ----------------------------------------------- |
|                          | Parti de la justice et du développement (AKP) | 151 133 | 37,40 | 3      | en stagnation | Yusuf Beyazit, Mustafa Arslan et Cüneyt Aldemir |
|                          | Parti d'action nationaliste (MHP)             | 89 187  | 22,07 | 1      | en stagnation | Yücel Bulut                                     |
|                          | Parti républicain du peuple (CHP)             | 83 614  | 20,69 | 1      | en stagnation | Kadim Durmaz                                    |
|                          | Le Bon Parti (İYİ)                            | 44 606  | 11,04 | 0      | en stagnation |                                                 |
|                          | Parti de la grande unité (BBP)                | 11 313  | 2,80  | 0      | en stagnation |                                                 |
|                          | Nouveau parti de la prospérité (YRP)          | 9 349   | 2,31  | 0      | Nv.           |                                                 |
|                          | Parti de la victoire (ZP)                     | 5 572   | 1,38  | 0      | Nv.           |                                                 |
|                          | Parti de la gauche verte (YSP)                | 2 538   | 0,58  | 0      | en stagnation |                                                 |
|                          | Parti de la patrie (M)                        | 2 191   | 0,54  | 0      | Nv.           |                                                 |
|                          | Parti des travailleurs de Turquie (TIP)       | 1 609   | 0,40  | 0      | en stagnation |                                                 |
|                          | Parti de la mère patrie (ANAP)                | 820     | 0,20  | 0      | en stagnation |                                                 |
|                          | Parti de la nation (MP)                       | 438     | 0,11  | 0      | en stagnation |                                                 |
|                          | Parti des droits et libertés (HAK)            | 355     | 0,09  | 0      | en stagnation |                                                 |
|                          | Parti de libération du peuple (HKP)           | 282     | 0,07  | 0      | en stagnation |                                                 |
|                          | Parti de gauche (SOL)                         | 272     | 0,07  | 0      | en stagnation |                                                 |
|                          | Parti patriote (VATAN)                        | 245     | 0,06  | 0      | en stagnation |                                                 |
|                          | Parti communiste de Turquie (TKP)             | 225     | 0,06  | 0      | en stagnation |                                                 |
|                          | Parti de l'union du pouvoir (GBP)             | 222     | 0,05  | 0      | Nv.           |                                                 |
|                          | Mouvement communiste (TKH)                    | 72      | 0,02  | 0      | Nv.           |                                                 |
|                          | Parti de la justice (AP)                      | 26      | 0,01  | 0      | Nv.           |                                                 |
|                          | Parti de la justice et de l'unité (AB)        | 18      | 0,00  | 0      | Nv.           |                                                 |
|                          | Parti jeune (GP)                              | 15      | 0,00  | 0      | en stagnation |                                                 |
|                          | Parti de la route nationale (MYP)             | 2       | 0,00  | 0      | Nv.           |                                                 |
|                          | Parti de l'innovation (YP)                    | 1       | 0,00  | 0      | Nv.           |                                                 |
|                          |                                               |         |       |        |               |                                                 |
| Total                    | Total                                         | 404 105 | 100   | 5      | en stagnation | -                                               |
| Inscrits / participation | Inscrits / participation                      | 439 905 | 90,69 |        |               |                                                 |